# John Evelyn
John Evelyn (né le 31 octobre 1620 à Wotton dans le Surrey et mort le 27 février 1706 à Londres) est un écrivain, paysagiste et mémorialiste anglais qui entretint une correspondance suivie avec Samuel Pepys. Son journal constitue un témoignage précieux sur les arts, la culture et la politique du XVIIe siècle : il fut témoin de l'exécution de Charles Ier et du trépas d’Oliver Cromwell, de la grande peste de Londres, et du grand incendie de Londres en 1666.

## Biographie
Fils cadet d'une famille de négociants ayant fait fortune dans la production de poudre à canon, John Evelyn grandit chez son grand-père dans le Sussex à Lewes, où il fréquenta l'école de Southover. Il étudia ensuite à Balliol College (Oxford) puis à Middle Temple. Lors de son séjour à Londres, il assista à d'importants événements comme le procès et l’exécution de Thomas Wentworth, le comte de Strafford. Volontaire quelque temps dans l'armée royaliste, il s'embarqua pour l’étranger afin d'éviter de prendre part à une guerre civile. Après avoir gagné l'Italie, il fréquenta en 1644 le Collège anglais de Rome, où les prêtres catholiques étaient instruits pour prêcher en Angleterre. Il assista à des conférences d’anatomie à Padoue en 1646, où il acquit un ensemble de quatre planches d'anatomie, les planches d'Evelyn, l'une des plus vieilles préparations anatomiques connues, qu'il expédia à Londres, pour les offrir une vingtaine d'années plus tard à la Royal Society.
De passage en France en 1647, il épousa Mary Browne, fille de l'ambassadeur anglais à Paris.
En 1652, Evelyn et sa femme s'établirent à Deptford (aujourd'hui un faubourg du sud-est de Londres). Leur hôtel particulier, Sayes Court (voisin de l'arsenal), fut racheté par Evelyn à son beau-père Sir Richard Browne en 1653 ; bientôt il se mit à revoir le dessin des jardins. En 1671, il fit la connaissance du sculpteur sur bois Grinling Gibbons (qui était locataire d'un des pavillons du parc de Sayes Court) et le présenta à Sir Christopher Wren.
Mais ce n’est véritablement qu’après la Première restauration que la carrière d’Evelyn prit son envol. En 1660, Il devint l'un des fondateurs de la Royal Society. L'année suivante, il écrivit le Fumifugium (sous titré Les inconvénients de la propagation des miasmes et des fumées de Londres), l’un des premiers livres consacrés à la pollution (en l'occurrence à Londres).

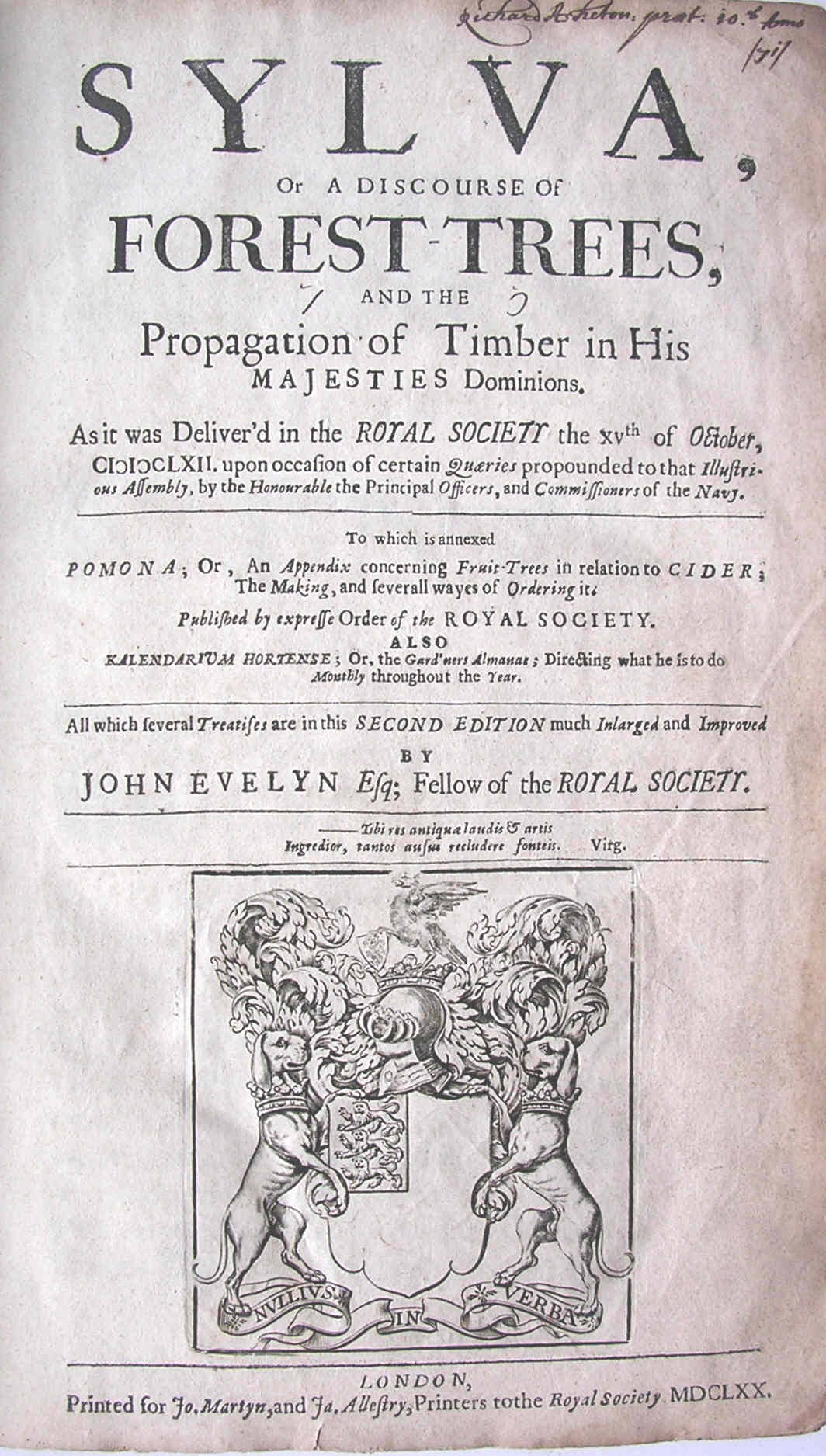
Frontispice de la seconde édition de la Sylva, datée de 1670 bien que, d'après son Journal, Evelyn eût publié cette nouvelle édition dès 1669.

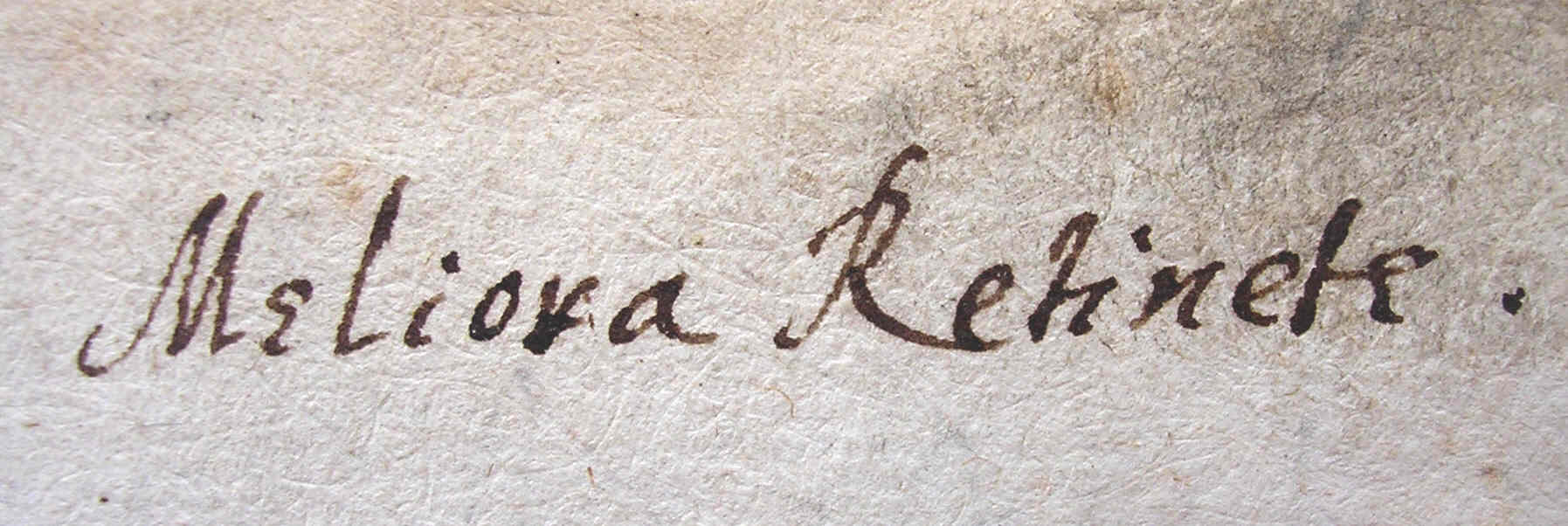
Citation d'Origène apposée par Evelyn sur un livre qu'il acheta à Paris en 1651.

Il était réputé pour ses connaissances profondes de la sylviculture : son traité sur ce sujet, Sylva, A Discourse of Forest Trees (1664), invite les grands propriétaires à planter des arbres pour fournir le bois d’œuvre exigé par le développement de la Royal Navy naissante. De nouvelles éditions parurent de son vivant même (en 1670 et en 1679), et la quatrième édition (1706), qui parut juste après sa mort, porte en frontispice une effigie d’Evelyn gravée quelque 50 ans auparavant (en 1651) par Robert Nanteuil à Paris. De nouvelles éditions parurent tout au long des XVIIIe siècle et XIXe siècle : celles-ci, au contraire, présentent un portrait médiocre de l'auteur, exécuté par Francesco Bartolozzi.
Après le Grand incendie de 1666, qu'il décrit avec force détails dans son Journal, Evelyn présenta ses propres projets de reconstruction de Londres (Wren présentant un projet concurrent), qui furent tous rejetés sans façon par Charles II. Il suivit de près la reconstruction de la cathédrale St Paul par Wren (faisant bénéficier les travaux des talents de Gibbons). Sa passion pour les jardins en fit l'un des grands créateurs dans ce domaine, comme en témoigne le parc d’Euston Hall.
Evelyn était un auteur prolifique, abordant des sujets aussi divers que la théologie, la numismatique, la politique, l’horticulture, l’architecture et le végétarisme, tout en participant aux débats contemporains de la vie politique et culturelle sous les Stuart. Comme Pepys, Evelyn fut toute sa vie un bibliophile passionné : à sa mort, sa bibliothèque comptait 3 859 livres et 822 brochures. La plupart étaient reliés à la française et portaient l’ex libris : Omnia explorate ; meliora retinete (« Examinez tout ; ne gardez que le meilleur »).

## Famille
Sa fille, Maria Evelyn (1665–1685), est généralement considérée comme l'auteur pseudonyme du Mundus Muliebris de 1690, un guide satirique en vers tournant en dérision la mode francophile et son langage affecté, mais on considère également parfois que John Evelyn, qui a fait publier ce livre à la mort de sa fille, a lui aussi eu part à cet ouvrage.
En 1694 Evelyn retourna au domaine familial de Wotton, son frère aîné George n'ayant laissé aucun héritier mâle. Ce domaine ne demeura dans la famille Evelyn que grâce au propre fils de l'écrivain, John Evelyn le Jeune (1655-99) et au petit-fils John Evelyn (1er baronnet) de Wotton (1682–1763) qui devint lui-même baronnet. Le domaine de Sayes Court fut mis en location. Ses plus illustres locataires furent le tsar Pierre le Grand qui y passa trois mois en 1698 (et saccagea l'hôtel autant que les jardins…). L'hôtel a disparu, mais il existe toujours un parc dans Evelyn Street.
John et Mary Evelyn eurent huit enfants : Richard (1652–8), John Standsfield (1653–4), John (1655–99), George (1657–8), Richard II Evelyn (1664), Mary (1665–85), Elizabeth (1667–85) et Susanna (1669–1754). Seule Susanna survécut à ses parents.
Evelyn mourut en 1706 à son domicile de Dover Street, à Londres. Sa femme Mary lui survécut encore trois ans. Tous deux sont inhumés dans la chapelle de la famille Evelyn dans l'église Saint-Jean de Wotton. En 1992, leurs crânes ont été volés par des inconnus qui avaient attaqué à la pioche le sarcophage de pierre sous le dallage de la chapelle et brisé les cercueils. On ne les a jamais retrouvés.

La terre de Wotton passa à l'arrière-arrière-petit-fils d’Evelyn, Frederick Evelyn 3e du nom (1733–1812). Puis le titre de baronnet passa aux cousins de Frederick Evelyn, Sir John Evelyn (1757–1833) et Hugh Evelyn (1769–1848). Ces deux hommes étant incapables, c'est un cousin issu du premier mariage de l'écrivain qui hérita des terres ; et c’est cette lignée qui jouit encore aujourd'hui des biens familiaux, même si elle n'habite plus le domaine de Wotton. Le titre nobiliaire s'est éteint en 1848. Pourtant, il y a encore des descendants de John Evelyn l'écrivain, par sa fille Susanna, Mrs William Draper, et sa petite-fille Elizabeth, Mrs Simon Harcourt.

## Œuvre
Le Journal de John Evelyn (en) resta inédit sous forme de manuscrit jusqu'en 1818. Il se présente sous la forme d'un volume in-quarto de 700 pages, couvrant les années 1641 à 1697, et se poursuit dans un livre plus petit, qui ramène le récit à trois semaines de la mort de son auteur. Bien que les entrées remontent à 1641, Evelyn n'a commencé à écrire son journal que bien plus tard, s'appuyant sur des almanachs et des récits d'autres personnes pour de nombreux événements antérieurs. Une sélection de ce journal a été éditée par l'historien et antiquaire William Bray en 1818, avec la permission de la famille Evelyn, sous le titre Memoirs illustrative of the Life and Writings of John Evelyn, comprising his Diary from 1641 to 1705/6, and a Selection of his Familiar Letters (Mémoires illustratives de la vie et des écrits de John Evelyn, comprenant son journal de 1641 à 1705/6, et une sélection de ses lettres familières). D'autres éditions suivirent, notamment celles de H. B. Wheatley (1879) et Austin Dobson (en) (3 vol., 1906). L'édition moderne est de Guy de La Bédoyère, qui a également édité la correspondance d'Evelyn avec Samuel Pepys.
L'esprit actif d'Evelyn a produit de nombreuses autres œuvres, et bien que beaucoup d'entre elles aient été éclipsées par le célèbre Journal, elles présentent un intérêt considérable. Elles comprennent :
- Of Liberty and Servitude... (1649), traduction du français de François de La Mothe Le Vayer, l'exemplaire personnel d'Evelyn contient une note selon laquelle il était « susceptible d'être mis en doute par les rebelles à cause de ce livre » ;
- The State of France, as it stood in the IXth year of ... Louis XIII (1652), une brochure rédigée à partir d'observations personnelles sur la famille royale, la cour, les fonctionnaires, les forces militaires, les institutions et les coutumes de la France ;
- An Essay on the First Book of T. Lucretius Carus de Rerum Natura. Interprété et fait en vers anglais par J. Evelyn (1656) ; à sa traduction, Evelyn a joint un commentaire basé sur les écrits de Gassendi et d'autres atomistes philosophiques ;
- The Golden Book of St John Chrysostom, concerning the Education of Children. Translated out of the Greek by J. E. (imprimé en 1658 mais daté 1659) ;
- The French Gardener: Instructing How to Cultivate all sorts of Fruit-Trees, and Herbs for the Garden (1658), traduit du français de l'ouvrage original de Nicolas de Bonnefons ;
- A Character of England, As it was lately presented in a Letter to a Nobleman of France (1659), une satire décrivant les coutumes du pays telles qu'elles apparaîtraient à un observateur étranger, réimprimée dans Tracts de John Somers (ed. Scott, 1812) et dans Harleian Miscellany (ed. Park, 1813) ;
- The Late Newes, or Message from Bruxels Unmasked, and his Majesty Vindicated... (1660), en réponse au pamphlet diffamatoire sur Charles Ier de Marchamont Nedham ;
- Fumifugium: or The Inconvenience of the Aer and Smoak of London Dissipated (1661), dans lequel il suggérait que des arbres odorants soient plantés à Londres pour purifier l'air ;
- Instructions Concerning Erecting of a Library... (1661), traduit du français de l'ouvrage original de Gabriel Naudé ;
- Tyrannus or the Mode, in a Discourse of Sumptuary Laws (1661) ;
- Sculptura: or the History, and Art of Chalcography and Engraving in Copper... (1662) ; il s'agit du premier compte rendu d'une « A new manner of Engraving, or "Mezzo Tinto" » « nouvelle manière de graver, ou « Mezzotinte », communiquée par son Altesse Prince Rupert à l'auteur de ce traité ». En fait, beaucoup pensent que Rupert, qui avait joué un rôle dans l'invention ou le perfectionnement de la manière noire, a écrit ou co-écrit cette partie. Le frontispice « inventé » (conçu) par Evelyn démontre ses limites en tant qu'artiste de la figure, à moins qu'il n'ait été gravement déçu par son graveur.
- Sylva, or a Discourse of Forest Trees and the Propagation of Timber in His Majesties Dominions to which is annexed Pomona... Also Kalendarium Hortense... (1664) ; le plus connu de ses livres : un plaidoyer pour le reboisement destiné aux propriétaires fonciers ;
- A Parallel of the Antient Architecture with the Modern (1664), traduit du français de l'ouvrage original de Roland Fréart de Chambray, auquel il a ajouté un essai original an Account of Architects and Architecture ;
- An Idea of the Perfection of Painting: Demonstrated From the Principles of Art, and by Examples (1668), traduit d'une autre œuvre de Roland Fréart de Chambray ;
- The History of the three late famous Imposters, viz. Padre Ottomano, Mahomed Bei, and Sabatei Sevi... (1669) ;
- Navigation and Commerce, in which his Majesties title to the Dominion of the Sea is asserted against the Novel and later Pretenders (1674), qui est une préface à une histoire projetée des guerres hollandaises entreprises à la demande de Charles II, mais contremandées à la conclusion de la paix ;
- A Philosophical Discourse of Earth... (1676), un traité sur l'horticulture, mieux connu sous son titre ultérieur de Terra ;
- The Compleat Gardener (1693), traduit du français de l'ouvrage original de J. de la Quintinie ;
- Numismata. A Discourse of Medals, Antient and Modern... To which is added a Disgression concerning Physiognomy (1697) ;
- Acetaria: A Discourse of Sallets... (1699), le premier ouvrage connu sur les salades.

Certains d'entre eux ont été réimprimés dans The Miscellaneous Writings of John Evelyn, édité en 1825 par William Upcott.
L'amitié d'Evelyn avec Margaret Blagge (en) (plus tard Margaret Godolphin), est mentionnée dans le journal, où il dit qu'il avait l'intention de « consacrer sa vie honorable à la postérité ». Il le fit effectivement dans un petit chef-d'œuvre de biographie religieuse qui resta manuscrit en possession de la famille Harcourt jusqu'à ce qu'il soit édité par Samuel Wilberforce, évêque d'Oxford, sous le titre Life of Mrs Godolphin (1847), réimprimé dans les King's Classics (1904). L'image de la vie sainte de Mistress Blagge à la cour est d'autant plus intéressante lorsqu'elle est lue en relation avec les mémoires scandaleux du comte de Gramont, ou les satires politiques contemporaines sur la cour.
De nombreux autres documents et lettres d'Evelyn sur des sujets scientifiques et des questions d'intérêt public sont conservés, y compris une collection de lettres et documents privés et officiels (1642-1712) de, ou adressés à, Sir Richard Browne et son gendre, maintenant conservés par la British Library (Add MSS 15857 et 15858).
Le livre le plus influent de sa vie, bien avant que le Journal ne soit connu, était Sylva. Evelyn croyait que le pays était rapidement épuisé par des industries telles que les usines de verre et les fourneaux de fer, alors qu'aucune tentative n'était faite pour remplacer les dégâts par des plantations. Dans Sylva, Evelyn plaidait pour le reboisement et affirmait dans sa préface au roi qu'il avait incité les propriétaires fonciers à planter des millions d'arbres. C'était un ouvrage précieux sur l'arboriculture contenant de nombreuses gravures d'arbres et de leur feuillage pour aider à l'identification.
Il a passé une grande partie de sa vie à travailler sur l'énorme Elysium Britannicum, qui couvre tous les aspects du jardinage. Ce livre n'a jamais été terminé et a finalement été publié en 2001, à partir de son manuscrit de 1 000 pages, aujourd'hui conservé à la British Library (Add MS 78432). Des parties de ce livre ont été publiées alors qu'il commençait à se rendre compte que la tâche principale ne serait jamais achevée. Il s'agissait notamment de Kalendarium Hortense, ou l'Almanach du jardinier — une liste mensuelle de tâches pour le jardinier, Pomona sur les pommes et Acetaria sur les « salades » (plantes à salade) —.

## Postérité

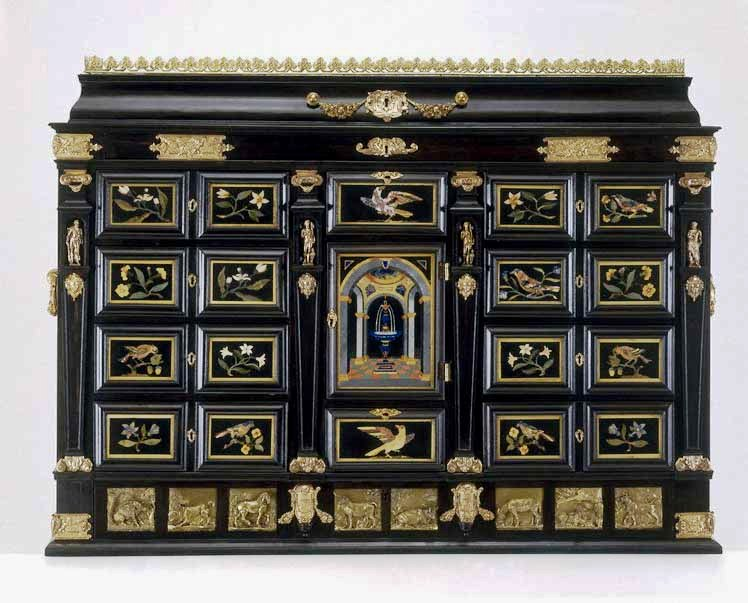
Le secrétaire de John Evelyn conservé au Victoria and Albert Museum

### Bibliothèque et archives
La bibliothèque d’Evelyn, demeurée à peu près intacte, fut dispersée en l'espace de huit ventes aux enchères entre 1977 et 1978 chez Christie's. La British Library détient une collection importante des manuscrits d’Evelyn, dont celui de son célèbre Journal. Le Victoria and Albert Museum possède également dans ses collections un secrétaire qui aurait contenu le manuscrit de ce Journal.
En 2005, Gillian Darley, qui a pu consulter librement les archives, a publié une biographie détaillée, encore inédite en français.

### Hommages à John Evelyn
- Evelyn (Londres), est une circonscription électorale du London Borough of Lewisham comprenant Deptford où John Evelyn vivait.
- Evelyn College for Women était un établissement de l’université de Princeton, aux États-Unis
- Il y a un college Evelyn à l’Addey and Stanhope School de Londres
- Crabtree & Evelyn est une société britannique spécialisée dans les produits de beauté
- La « rose Evelyn » est une rose de senteur utilisée dans la gamme de produits Crabtree & Evelyn
- Evelyn est également la rubrique des ragots dans le journal étudiant d’Oxford intitulé Cherwell
- Evelyn Street est une rue de Deptford
- John Evelyn Primary School se trouve au coin de Rolt Street, à Deptford.
- Le pub John Evelyn se trouve dans Evelyn Street à Deptford (et forme l'un des décors de la série télévisée britannique The Tower)